# Thera Hoeymans
Thera Hoeijmans også kendt som Thera Hoeymans (født 22. september 1969) er en hollandskfødt dansk sanger, sangskriver og tv-vært. Hun blev kendt i begyndelsen af 1990’erne som medlem af dancegruppen Cut'N'Move, der i 1992 modtog tre Danish Music Awards (Årets nye danske navn, Årets rap/dance-udgivelse og Årets hit for ”Get Serious”). Samme år optrådte gruppen ved World Music Awards i Monaco.
Hoeijmans har siden udgivet tre jazzalbum som solist. Hun har en bachelor i kunsthistorie og er cand.mag. i Æstetik og Kultur/Æstetisk Kommunikation fra Aarhus Universitet. Hun driver kommunikationsbureauet SevenYellowMonkeys sammen med Jan Eliasen.

## Musik
Som solist bevæger Hoeijmans sig inden for smooth jazz/pop. Albummet Another Mile (2014) blev bl.a. anmeldt for sin fokuserede vokal og minimalistiske instrumentering.

### Cut’N’Move (udvalg)
- ”Get Serious” (1991).[7]
- ”Peace, Love & Harmony” (1993).[8]

### Soloudgivelser
- Vertical (2004).[9]
- Transmission (2007).[10]
- Another Mile (2014).[11]

### Medvirken på jazzcompilations
- Nat & Dag – Danske jazzklassikere (2008).[12]
- Nat & Dag 2 – Flere danske jazzklassikere (2009).[13]

## Musicals
Hoeijmans debuterede på teaterscenen i Ain’t Misbehavin’ på Folketeatret (1994) sammen med bl.a. Donald Andersen og Thomas Eje. På Aarhus Teater medvirkede hun i Teaterkoncert Gasolin’ (1996/97) og havde siden hovedroller i musicalversionen af Bizets opera Carmen Negra (1999/2000) og i rock’n’roll-musicalen Be-bop-a-lula (2003/04).

## Forestillinger
- Ain’t Misbehavin’ – Folketeatret (1994).[14]
- Teaterkoncert Gasolin’ – Aarhus Teater (1996–1997).[15]
- Carmen Negra – Aarhus Teater (1999–2000).[15]
- Be-bop-a-lula – Aarhus Teater (2003–2004).[15]

## TV
Hoeijmans har arbejdet som vært og tilrettelægger på både landsdækkende og regionale formater. Hun debuterede som tv-vært på TV 2’s Eleva2ren i 1994–1995, hvor hun dannede makkerpar med Ole Stephensen. Senere var hun vært på DR1’s Sådan ligger landet (2004–2006). Fra 2009 til 2014 var hun studievært på Lotto på DR1, og siden har hun tilrettelagt og været vært på en række reportage- og kulturprogrammer for TV 2 Østjylland.

## Udvalgt tv-arbejde
- X-press – TV3 (1998), vært.[25][5]
- Sådan ligger landet – DR1 (2004–2006), vært.[17]
- Lotto – DR1 (2009–2014), vært.[18]
- Adrenalin i blodet – TV 2 Østjylland (2014), tilrettelægger/vært.[19]
- Mit andet jeg – TV 2 Østjylland (2015), tilrettelægger/vært.[20]
- Hanner & Huler – TV 2 Østjylland (2016), tilrettelægger/vært.[21]
- Danmark Rundt – TV 2 Østjylland (2015–2017), vært/redaktion.[23][24][22][26]
- DanskPOP Talent – dk4 (2017), vært.[27]